# Даррелл, Джеки
Жакли́н (Джеки) Со́ня Рэ́йсен Да́ррелл (англ. Jacqueline («Jacquie») Sonia Rasen Durrell, урождённая Уолфенден, англ. Wolfenden; род. 6 декабря 1929, Манчестер, Великобритания) — первая жена Джеральда Даррелла. Она сопровождала мужа в его зоологических экспедициях и помогала ему с основанным им Джерсийским зоопарком.

## Брак с Джеральдом Дарреллом
Джеки было девятнадцать лет, когда она встретила Джеральда: он остановился в гостинице, которой владел её отец, после экспедиции. Как она сама же признавалась позже, она сначала сомневалась, стоит ли принимать ухаживания Даррелла. Но в конце концов они решили пожениться, хотя против этого категорически возражал отец Джеки. Он утверждал, что у Даррелла нет ни денег, ни шансов устроить благополучную карьеру. После двадцать первого дня рождения Джеки — то есть тогда, когда она достигла совершеннолетия — Джеки и Даррелл сбежали и поженились в Борнмуте 26 февраля 1951 года. После свадьбы у них практически не было денег, поэтому они бесплатно поселились в пансионе, хозяйкой которого была Маргарет, сестра Даррелла.
Джеки вместе с Лоуренсом Дарреллом и посоветовала Джеральду Дарреллу писать книги о своих экспедициях. Доходы от продажи книг обеспечивали как повседневную жизнь семьи, так и организацию новых экспедиций.
Джеки помогала мужу с работой в зоопарке (хотя официально не занимала там никакой должности) и с также основанным им фондом охраны природы. Даррелл описывает её в своих книгах как преданную и готовую помочь супругу: Джеки ездила с ним в Аргентину, Камерун, Мексику, Новую Зеландию, Австралию и Малайзию. Она была, по признанию Даррелла, основным организатором одной из аргентинских экспедиций. Ей посвящена, например, повесть «Под пологом пьяного леса».
Она развелась с мужем в 1979 году из-за его алкоголизма, а также потому, что, по её мнению, Даррелл был больше предан работе, чем семье.

## Книги
Джеки Даррелл является автором двух автобиографических произведений — «Звери в моей постели» (1967) и «Семейные отношения» (1976). Они переведены на несколько языков, в том числе на русский. В книге «Звери в моей постели» присутствуют комментарии самого Даррелла, часто противоречащие утверждениям Джеки.